# جون بالدوين (سياسي)
جون بالدوين (بالإنجليزية: John Baldwin)‏ هو محامي وقاضي وسياسي أمريكي، ولد في 5 أبريل 1772 في مانسفيلد في الولايات المتحدة، وتوفي في 27 مارس 1850 في الولايات المتحدة. انتخب عضو مجلس النواب الأمريكي.